# ستيف هانسون
ستيف هانسون (بالإنجليزية: Steve Hanson)‏ هو لاعب كرة قدم أمريكية أمريكي، ولد في 27 أبريل 1902 في راسين في الولايات المتحدة، وتوفي بنفس المكان في 1 أغسطس 1981.

## وصلات خارجية
- ستيف هانسون على موقع مرجع كرة القدم المحترفة.كوم (الإنجليزية)